# Alex Barros
Alex Barros, brazilski motociklist, * 18. oktober 1970, São Paulo, Brazilija.
Leta 2007 se je poslovil od aktivnega tekmovanja.

### Svetovno prvenstvo
| Zmage: 7                   |              |
| Stopničke: 32              |              |
| Najboljše štartno mesto: 5 |              |
| Najhitrejši krogi: 14      |              |
| Št. dirk                   | 80 cm³: 17   |
| Št. dirk                   | 250 cm³: 14  |
| Št. dirk                   | 500 cm³: 163 |
| Št. dirk                   | MotoGP: 82   |